# Beşiktaş JK
A Beşiktaş Jimnastik Kulübü (magyarul: Beşiktaş Tornaklub, IPA: beʃiktaʃ ʒimnastik kulyby), ismertebb nevén Beşiktaş, egy török sportegyesület, mely leginkább labdarúgó csapatáról ismert, de van kosárlabda, kézilabda, röplabda és sakk osztálya is. Az egyesület központja az Beşiktaş Tüpraş Stadion, mely Isztambulban, a Boszporusz partján, a Dolmabahçe palota közelében található. Az egyesület Isztambul Beşiktaş negyedéről kapta a nevét.
A hagyomány szerint a Török Köztársaság alapítója, Mustafa Kemal Atatürk Beşiktaş-szurkoló volt, a Fenerbahçe szerint viszont a kék-sárgáknak drukkolt.

## Története

### Alapítása
A Beşiktaş története 1902-ben kezdődött, Isztambul Beşiktaş kerületének Serencebey mahalléjában, Oszmán pasa váli udvarházának kertjében. 22 fiatal kezdett el testnevelő-gyakorlatokat folytatni itt, a hét néhány napján. II. Abdul-Hamid szultán mindenfajta politikai és egyéb csoportosulástól rettegett, így a csendőrség a fiatalokat tiltott gyülekezés vádjával letartóztatta, de mivel a váli két fia és más, a portához közel álló személyek fiai is részt vettek a gyűléseken, elengedték őket. Néhány magas rangú tisztviselő is kiállt a fiatalok mellett, és enyhítő körülménynek számított, hogy nem futballoztak, amit abban az időben rossz szemmel néztek az oszmánok, csupán testerősítő gyakorlatokat végeztek, valamint birkózással, gimnasztikával és súlyemeléssel foglalkoztak.
1903-ban, különleges engedéllyel jöhetett létre a Bereket Jimnastik Kulübü, melynek nevét 1909-ben Beşiktaş Osmanlı Jimnastik Kulübü-re változtatták. Fő szakterülete a birkózás, az ökölvívás, a vívás és az atlétika lett. Hivatalosan 1910. január 13-án regisztrálták, mint Törökország első sportegyesületét. Rövid idő alatt nagy népszerűségre tett szert, néhány éven belül már 150 sportoló edzett a Beşiktaş színeiben.

### Színei és becenevének eredete
A Beşiktaş-ról úgy tartják, eredetileg piros-fehér színekben játszottak, és az I. Balkán-háború után, az ott elesett sportolók emlékére lett fehér-fekete sávos az egyenruhájuk, a klub fennállásának 100. évfordulóján azonban behatóbban tanulmányozni kezdték a Beşiktaş történetére vonatkozó dokumentumokat, és azt találták, hogy már a kezdetekben is a fekete-fehér színekben gondolkodtak az alapítók. Egy 1906-ból származó Beşiktaş-kitűzőn is már a fekete-fehér sávos címer látható, melyet francia mintára csináltattak. A kitűző felső részén arab betűkkel a Beşiktaş szó olvasható, jobb oldalon a J, bal oldalon pedig a K betű. Hátoldalán a Konstantinopolis szó látható.
A Beşiktaş Kara Kartallar, azaz „fekete sasok” beceneve a legenda szerint egy 1941-ben, a Süleymaniye csapata ellen játszott labdarúgó-mérkőzésen ragadt a csapatra, amikor az ellenfelet 6:0 arányban legyőzték. A tribünről egy Mehmet Galin nevű halász kiáltotta a csapatnak, hogy „Haydi Kara Kartallar. Hücum edin Kara Kartallar!”, vagyis „Gyerünk fekete sasok, támadjatok, fekete sasok!” A tribünön ülők követték a halász példáját, majd az újságírók is elkezdték fekete sasoknak hívni a klubot.

### A labdarúgó-szakosztály kezdetei
A klub történetének első néhány évében a labdarúgás nem szerepelt a szakosztályok között. Az 1910-es évek elején a fiatal sportolókat egyre jobban kezdte érdekelni ez az Európában népszerű sport, és elkezdtek egymás között labdarúgó-mérkőzéseket rendezni. Isztambulban ekkor már működött két labdarúgó-klub, a Valideçeşme és a Basiret. 1911-ben a Valideçeşme igazgatója, Ahmet Şerafettin Bey beolvasztotta labdarúgó-csapatát a Beşiktaş-ba. Nem sokkal később a Basiret is csatlakozott, így jött létre a klub hivatalos labdarúgó-szakosztálya, kezdetben négy csapattal. A balkáni háborúk, majd az első világháború kitörése azonban hosszú időre felfüggesztette nem csak a labdarúgók, de az egész klub tevékenységét is.

### A klub elnökei
| - Mehmet Şamil Osmanoğlu (1903–1908) - Şükrü Paşa (1908–1911) - Fuat Paşa (1911–1918) - Fuat Balkan (1918–1923) - Salih Bey (1923–1924) - Ahmet Fetgeri Aşeni (1924–1926) - Fuat Balkan (1926–1928) - Ahmet Fetgeri Aşeni (1928–1930) - Emin Şükrü Kurt (1930–1932) - Abdülkadir Ziya Karamürsel (1932–1935) - Fuat Balkan (1935–1938) - Abdülkadir Ziya Karamürsel (1938–1939) - Yusuf Ziya Erdem (1939–1941) - Abdülkadir Ziya Karamürsel (1941–1942) - Abdullah Ziya Kozanoğlu (1942–1950) | - Ekrem Amaç (1950) - Salih Fuat Keçeci (1950–1952) - Abdullah Ziya Kozanoğlu (1952–1955) - Tahir Sögütlü (1955–1956) - Danyal Akbel (1956–1957) - Ferhat Nasır (1957) - Nuri Togay (1957–1958) - Enver Kaya (1958) - Nuri Togay (1959–1960) - Hakkı Yeten (1960–1963) - Selahattin Akel (1963–1964) - Hakkı Yeten (1964–1966) - Hasan Salman (1966–1967) - Hakkı Yeten (1967–1968) - Talat Asal (1968–1969) | - Rüştü Erkuş (1969–1970) - Nuri Togay (1970) - Agasi Şen (1970–1971) - Himmet Ünlü (1971–1972) - Şekip Okçuoğlu (1972–1973) - Mehmet Üstünkaya (1973–1977) - Gazi Akınal (1977–1979) - Hüseyin Cevahir (1979) - Gazi Akınal (1979–1980) - Rıza Kumruoğlu (1980–1981) - Mehmet Üstünkaya (1981–1984) - Süleyman Seba (1984–2000) - Serdar Bilgili (2000–2004) - Yıldırım Demirören (2004–) |

## Szakosztályok

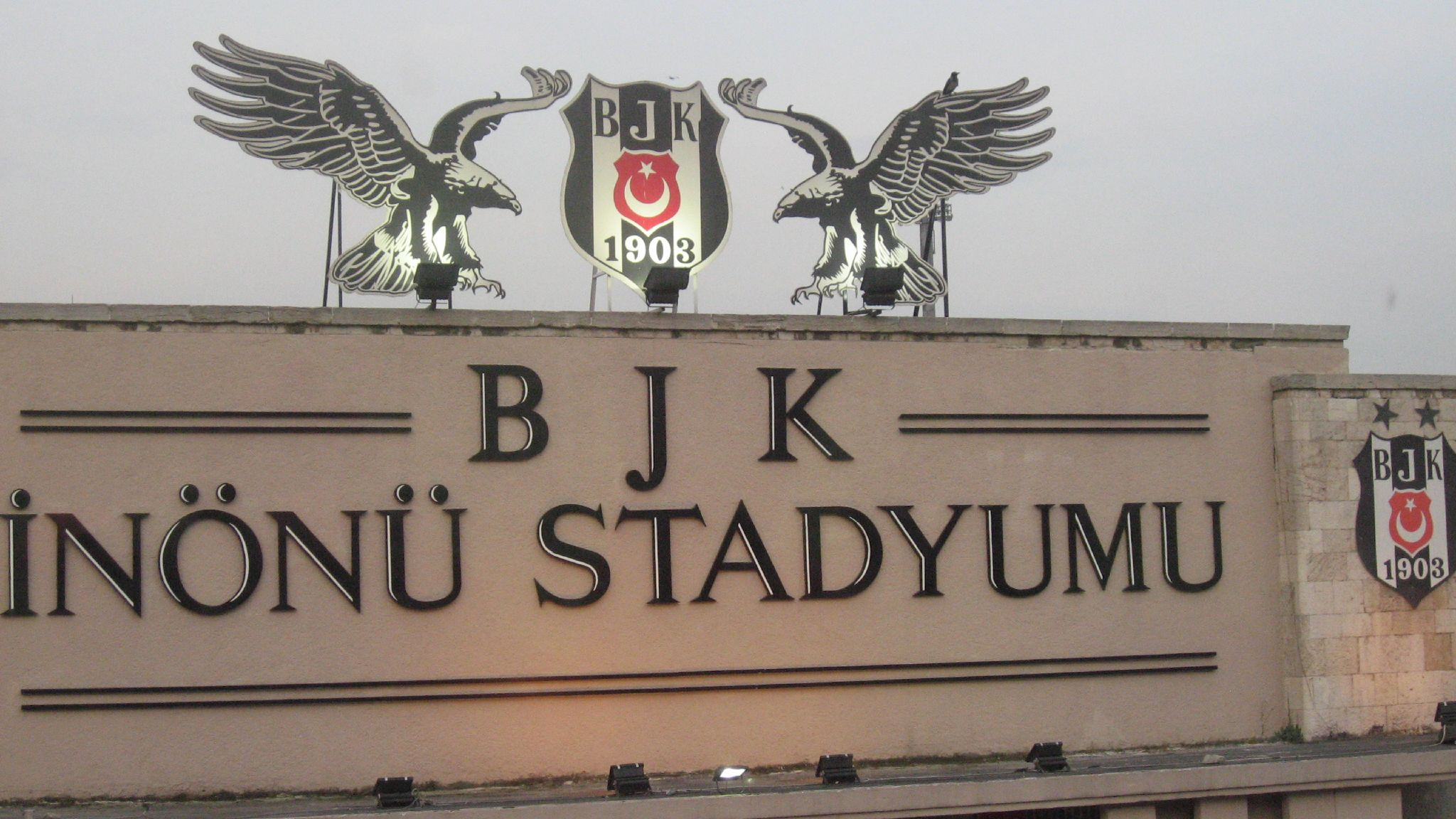
A fekete sasok az İnönü Stadion tetején

A klub első bajnokságát a torna szakosztály nyerte 1911-ben, az első labdarúgó-bajnoki címet 1919-ben szerezték az İstanbul Türk İdman Birliği Ligi elnevezésű helyi bajnokságon.
A Beşiktaşnak több aktív szakosztálya is van, a legnagyobb hangsúlyt azonban a labdarúgás kapja.

### Atlétika
A klub atlétika-szakosztálya 1911-ben alakult, egymás után háromszor lett bajnok. 1916-ban isztambuli bajnok lett, 1918-ban pedig az Oszmán Birodalom Bajnoka címet is elnyerte. 1936–1945 között a klub tevékenysége szünetelt, az ötvenes és hatvanas években újra szép sikereket értek el.
- Isztambul Bajnoka: 1911, 1912, 1913, 1916, 1919, 1920, 1921, 1929, 1930, 1932, 1958, 1960
- Oszmán Birodalom Bajnoka: 1918

### Kosárlabda
A kosárlabda-szakosztály 1933-ban alakult, de 1936-ban feloszlott. 1940-ben újra létrehozták. Első sikerét az 1974–75-ös szezonban érte el, amikor megnyerte a Kosárlabda 1. ligát. A fekete-fehér kosárlabdázók 1999-ben a sportág harmadik legfontosabb európai versenyének számító Korać kupán negyeddöntőbe jutottak.
A női kosárlabdacsapat 1967-ben jött létre, 1970 és 1976 között hatszor lettek az isztambuli liga bajnokai. 1984-ben és 1985-ben a Kosárlabda Női Liga bajnokai lettek. A bajnokságot 20 évvel később, 2005-ben sikerült újra megnyerniük, 2007-ben pedig a Köztársasági Kupát is magukénak tudhatták.

### További szakosztályok
- asztalitenisz
- birkózás
- bridzs
- evezés
- kézilabda
- labdarúgás
- röplabda
- ökölvívás
- sakk
- torna

## Labdarúgó-szakosztály

### Eredmények
| Turkcell Süper Lig |          |
| Szezon             | Helyezés |
| 2001–2002          | 3.       |
| 2002–2003          | 1.       |
| 2003–2004          | 3.       |
| 2004–2005          | 4.       |
| 2005–2006          | 3.       |
| 2006–2007          | 2.       |
| 2007–2008          | 3.       |
| 2008–2009          | 1.       |

- Török bajnokság:
  - Bajnok (15): *1956-1957, *1957-1958, 1959–1960, 1965-66, 1966–67, 1981-82, 1985–86, 1989-90, 1990–91, 1991-92, 1994–95, 2002-03, 2008-09, 2015-16, 2016-17
  - Második (14): 1962-63, 1963–64, 1964-65, 1967–68, 1973-74, 1984–85, 1986-87, 1987–88, 1988-89, 1992–93, 1996-97, 1998–99, 1999-00, 2006-07
- Török kupa:
  - Győztes (9): 1975, 1989, 1990, 1994, 1998, 2006, 2007, 2009, 2011
  - Döntős (6): 1966, 1977, 1984, 1993, 1999, 2002
- Török szuperkupa:
  - Győztes (8): 1967, 1974, 1986, 1989, 1992, 1994, 1998, 2006
  - Döntős (2): 2007, 2009

* 1956-ban és 1957-ben a Török Szövetségi Ligát (Turkish Federation bajnokság) nyerték meg, amit 2002-ben a Török labdarúgó-szövetség érvényes bajnoki győzelemnek ismert el.

## Játékoskeret
2025. február 3-án lett frissítve:
| Mezszám       | Név                     | Nemzet   | Posztok     | Szül. év (kor)                | Megjegyzés:               |         |         |         |         |
| Kapusok       | Kapusok                 | Kapusok  | Kapusok     | Kapusok                       | Kapusok                   | Kapusok | Kapusok | Kapusok | Kapusok |
| ------------- | ----------------------- | -------- | ----------- | ----------------------------- | ------------------------- | ------- | ------- | ------- | ------- |
| 30            | Ersin Destanoğlu        | török    | kapus       | 2001. január 1. (24 éves)     | 3. csapatkapitány         |         |         |         |         |
| 34            | Mert Günok              | török    | kapus       | 1989. március 1. (36 éves)    | csapatkapitány-helyettes  |         |         |         |         |
| 94            | Göktuğ Baytekin         | török    | kapus       | 2004. november 19. (20 éves)  |                           |         |         |         |         |
| 96            | Emir Yaşar              | török    | kapus       |                               |                           |         |         |         |         |
| Hátvédek      |                         |          |             |                               |                           |         |         |         |         |
| 2             | Jonas Svensson          | norvég   | hátvéd      | 1993. március 6. (32 éves)    |                           |         |         |         |         |
| 3             | Gabriel Paulista        | brazil   | hátvéd      | 1999. november 26. (25 éves)  |                           |         |         |         |         |
| 4             | Onur Bulut              | török    | hátvéd      | 1994. április 16. (31 éves)   |                           |         |         |         |         |
| 5             | Tayyip Talha Sanuç      | török    | hátvéd      | 1999. december 17. (25 éves)  |                           |         |         |         |         |
| 14            | Felix Uduokhai          | német    | hátvéd      | 1997. szeptember 9. (27 éves) | kölcsönben az Augsburgtól |         |         |         |         |
| 26            | Arthur Masuaki          | kongói   | hátvéd      | 1993. november 7. (31 éves)   |                           |         |         |         |         |
| 44            | Fahri Ay                | török    | hátvéd      |                               |                           |         |         |         |         |
| 53            | Emirhan Topçu           | török    | hátvéd      | 2000. október 11. (24 éves)   |                           |         |         |         |         |
| 79            | Emrecan Terzi           | török    | hátvéd      | 2004. január 5. (21 éves)     |                           |         |         |         |         |
| 93            | Arda Özüarap            | török    | hátvéd      |                               |                           |         |         |         |         |
| Középpályások |                         |          |             |                               |                           |         |         |         |         |
| 8             | Salih Uçan              | török    | középpályás | 1994. január 6. (31 éves)     |                           |         |         |         |         |
| 15            | Alex Oxlade-Chamberlain | angol    | középpályás | 1993. augusztus 15. (32 éves) |                           |         |         |         |         |
| 18            | João Mário              | portugál | középpályás | 1993. január 19. (32 éves)    | kölcsönben a Benficatól   |         |         |         |         |
| 20            | Necip Uysal             | török    | középpályás | 1991. január 24. (34 éves)    | csapatkapitány            |         |         |         |         |
| 22            | Baqtijar Zajnytdinov    | kazah    | középpályás | 1998. április 2. (27 éves)    |                           |         |         |         |         |
| 23            | Ernest Muçi             | albán    | középpályás | 2001. március 19. (24 éves)   |                           |         |         |         |         |
| 83            | Gedson Fernandes        | portugál | középpályás | 1999. január 9. (26 éves)     |                           |         |         |         |         |
| Csatárok      |                         |          |             |                               |                           |         |         |         |         |
| 7             | Milot Rashica           | koszovó  | középpályás | 1996. június 28. (29 éves)    |                           |         |         |         |         |
| 9             | Semih Kılıçsoy          | török    | középpályás | 2005. augusztus 15. (20 éves) |                           |         |         |         |         |
| 17            | Ciro Immobile           | olasz    | középpályás | 1990. február 20. (35 éves)   |                           |         |         |         |         |
| 19            | Yakup Arda Kılıç        | török    | középpályás | 2005. január 4. (20 éves)     |                           |         |         |         |         |
| 27            | Rafa Silva              | portugál | középpályás | 1993. május 17. (32 éves)     |                           |         |         |         |         |
| 91            | Mustafa Erhan Hekimoğlu | török    | középpályás | 2007. április 22. (18 éves)   |                           |         |         |         |         |

### Kölcsönben
| #             | Név                 | Nemzet   | Posztok     | Szül. év (kor)                | kölcsönben:                             | meddig:            |         |         |         |
| Kapusok       | Kapusok             | Kapusok  | Kapusok     | Kapusok                       | Kapusok                                 | Kapusok            | Kapusok | Kapusok | Kapusok |
| ------------- | ------------------- | -------- | ----------- | ----------------------------- | --------------------------------------- | ------------------ | ------- | ------- | ------- |
| —             | Emre Bilgin         | török    | kapus       | 2004. február 26. (21 éves)   | kölcsönben a Fatih Karagrük-nál         | 2025. junius 30-ig |         |         |         |
| Hátvédek      |                     |          |             |                               |                                         |                    |         |         |         |
| —             | Tayfur Bingöl       | török    | hátvéd      | 1993. január 9. (32 éves)     | kölcsönben a Eyüpspor-nál               | 2025. június 30-ig |         |         |         |
| —             | Emrecan Uzunhan     | török    | hátvéd      | 2001. február 26. (24 éves)   | kölcsönben a Antalyaspor-nál            | 2025. június 30-ig |         |         |         |
| Középpályások |                     |          |             |                               |                                         |                    |         |         |         |
| —             | Cemal Demir         | török    | középpályás |                               | kölcsönben a Zonguldak Kömürspor-nál    | 2025. június 30-ig |         |         |         |
| —             | Abdülmecid Dönmez   | török    | középpályás |                               | kölcsönben a Amavutköy Belediyespor-nál | 2025. június 30-ig |         |         |         |
| —             | Amir Hadžiahmetović | bosnyák  | középpályás | 1997. március 8. (28 éves)    | kölcsönben a Çaykur Rizespor-nál        | 2025. június 30-ig |         |         |         |
| —             | Demir Ege Tıknaz    | török    | középpályás | 2004. augusztus 17. (20 éves) | kölcsönben a Rio Ave-nél                | 2025. június 30-ig |         |         |         |
| —             | Kartal Yılmaz       | török    | középpályás | 2000. november 4. (24 éves)   | kölcsönben a Kayserispor-nál            | 2025. június 30-ig |         |         |         |
| —             | Jean Onana          | kameruni | középpályás | 2000. január 8. (25 éves)     | kölcsönben a Genoa-nál                  | 2025. június 30-ig |         |         |         |
| —             | Can Keleş           | osztrak  | középpályás | 2001. szeptember 2. (23 éves) | kölcsönben a Kasımpaşa-nál              | 2025. június 30-ig |         |         |         |
| —             | Al-Muszrati         | líbiai   | középpályás | Sablon:Birth data and age2    | kölcsönben a AS Monaco-nál              | 2025. június 30-ig |         |         |         |
| Csatárok      |                     |          |             |                               |                                         |                    |         |         |         |
| —             | Jackson Muleka      | kongói   | csatár      | 1999. október 4. (25 éves)    | kölcsönben a Al-Holúd-nál               | 2025. június 30-ig |         |         |         |

## Létesítmények

### Sportlétesítmények

#### İnönü Stadion
Az egyesület stadionja az İnönü Stadion, mely Isztambul Beşiktaş negyedében található. Kapacitása összesen 32 086 fő. Tulajdonosa a török állam, de az 1998-ban az egyesülettel kötött lízingszerződés értelmében a stadion korlátlan használati joga a Beşiktaş J.K.-t illeti 49 évig.
A stadion Isztambul első modern stadionja volt, felépítése előtt a három nagy klubcsapat, a Beşiktaş, a Galatasaray és a Fenerbahçe a Taksim Stadionban játszottak, mely az oszmán-kori Taksim tüzérségi laktanya (Taksim Topçu Kışlası) falain belül épült, és a laktanya kerítését használták tribünként. 1939-ben a stadiont lebontották, helyén ma a Taksim park található. Az új stadion a Dolmabahçe palotától nem messze épült fel, és sokáig (az 1960-as évekig) mindhárom klubcsapat használta, amíg a rivális klubok stadionjai fel nem épültek.
Az İnönü Stadionban tartották a világ leghangosabb labdarúgó-mérkőzését egy Beşiktaş–Fenerbahçe találkozót, ahol a szurkolók 132 decibellel üvöltöttek.
2008 nyarán elkezdték a stadion bővítését, az eredeti falakat a műemléknek számító Eski Açık tribün kivételével elbontják, az új komplekszumban pedig többek között színház, konferenciaterem és ötcsillagos szálloda is helyet kap majd.

#### BJK Akatlar Sport- és Kulturális Komplekszum
Az Akatlar Komplekszum 8500 m²-en terül el, található itt fedett sportpálya, hat teniszpálya, fedett úszómedence, fitneszterem, tekepálya, bevásárlóközpont, étterem és fedett pakorló is. A létesítmény 3200 néző befogadására alkalmas, koncerteket is szoktak itt tartani, a kapacitás ilyenkor 4500 fő. A létesítményben főképp kosárlabda- és kézilabdamérkőzéseket rendeznek, a komplekszum megfelel a Nemzetközi Kosárlabda-szövetség (FIBA) követelményeinek.

#### Ayazağa Yusuf Tunaoğlu Stadion
A stadiont a klub volt igazgatói, Turgay Ciner és Zafer Yıldırım, valamint Mehmet Kazancı üzletember építtette, 2001-ben nyitották meg. A füves pályával rendelkező stadiont a Beşiktaş ifjúsági és gyerekcsapatai használják.

#### Süleyman Seba Sportcsarnok
A 2669 m²-es sportcsarnokot 1993-ban a Gençlik ve Spor Genel Müdürlüğü (Fiatalok és a Sport Igazgatósága) építtette, 1999 óta a Beşiktaş JK rendelkezik felette. 1999. szeptember 17-én nyitották meg hivatalosan. Főképpen a klub kosárlabda-szakosztálya használja edzések céljából, de mérkőzéseket is szoktak itt tartani. Befogadóképessége 1500 fő. A létesítmény megfelel az NBA követelményeinek is.

### Egyéb létesítmények
A stadionokon és sportpályákon kívül a Beşiktaşnak számos egyéb létesítménye is van, ezek egy része sportcélú, más része kulturális vagy kereskedelmi célú. A klub székháza a kerület Akaretler mahalléjában, a BJK Plaza épületében található, melyet 1992 és 1995 között építettek. A klub irodái 15 emeletes épület B blokkjában kaptak helyet, a többi irodát és üzlethelyiséget bérbeadták.
A Beşiktaş JK saját iskolát is működtet BJK Koleji néven, melyhez 1997-ben kapta meg az engedélyt az Oktatási Minisztériumtól. Az oktatás az 1997/98-as tanévben indult meg az óvodában és az általános iskolában. 2001 óta középiskolai oktatás is folyik az intézményben. A tanulók az Akatlar Komplekszumot is igénybe vehetik.
A Beşiktaş sportolói számára több létesítményt is fenntart edzőtáborozás céljából. Ilyen például a Nevzat Demir Tesisleri, mely a Şile-Ümraniye autóútnál található, és melyet a klub 2002-ben, az Erdészeti Minisztériumtól kapott haszonélvezeti joggal. Az 55 600 illetve 89 500 m²-es területből álló létesítményen füves és műfüves pályák (30 000 m²), 850 méteres futópálya, valamint pihenőlétesítmények is helyet kaptak. A területen külön épületben szállásolják el a klub professzionális labdarúgó-csapatát és az utánpótlás-csapatot. Az épületek konyhával, étteremmel, bárral, fitnesz-teremmel, szaunával és dzsakuzzival felszereltek, a sajtótájékoztatók számára külön épület áll rendelkezésre.
Ezen kívül a klub több kisebb létesítménnyel is bír, illetve saját benzinkútja is van.

## Szurkolók

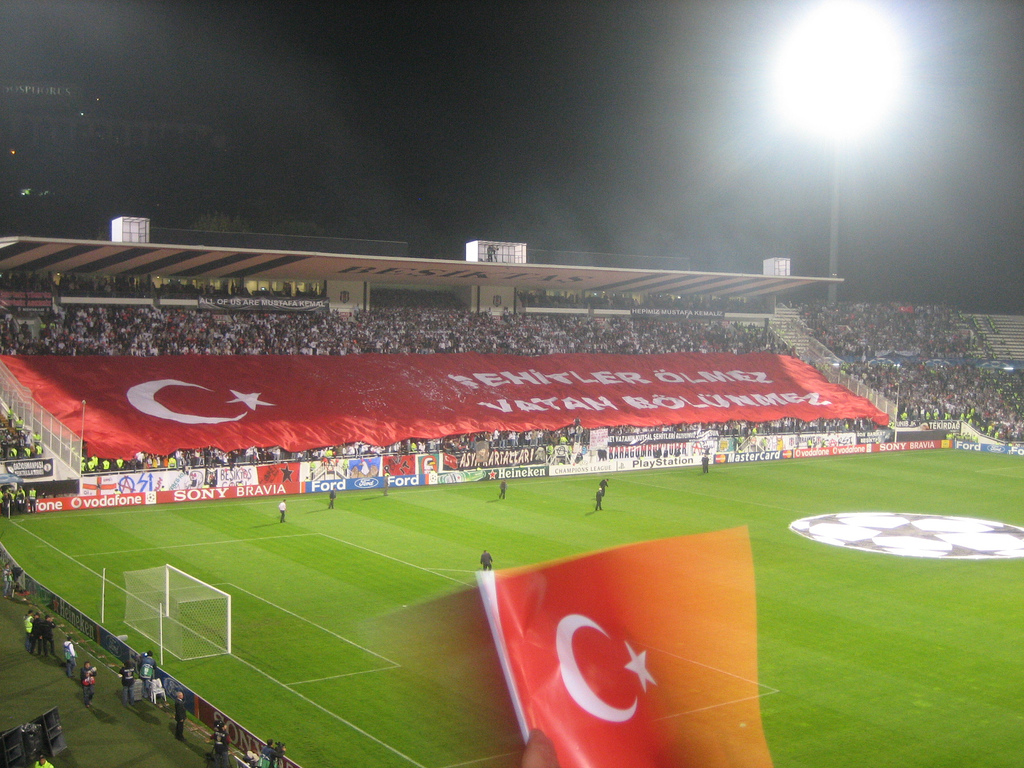
A Çarşı Grubu feliratos török zászlója a tribünön

A Beşiktaş Törökország három legnagyobb sportegyesülete közé tartozik, és nagy szurkolótábora van. A leghűségesebb szurkolók maguknak a Çarşı Grubu („Bazár Csoport”) nevet adták, mindig a Kapalı tribünön foglalnak helyet, és híresek kreatív, sokszor politikai, társadalmi problémákat feszegető tartalmú szlogenjeikről, buzdító dalaikról, gyakran botrányokat okozó zászlóikról és transzparenseikről. Egyik ilyen megmozdulásuk alkalmávak a tribünön az iraki háború ellen tiltakoztak Amerika defol (Takarodj innen, Amerika!) feliratú transzparensekkel, egy másik alkalommal az egész tribünön átérő török zászlón a Şehitler ölmez, vatan bölünmez (Az áldozatok halhatatlanok, a haza egységes) szlogen volt olvasható (lásd a képen), a Kurdisztáni Munkáspárt elleni harcokban elesettekre utalva.
A klubnak több híres szurkolója is van, többek között Abdullah Gül volt köztársasági elnök is közéjük tartozik, de Ahmet Necdet Sezer volt köztársasági elnök és Pervez Musarraf, Pakisztán elnöke is közismerten a fekete-fehéreknek szurkol.